# Wladimir Vogel
Wladimir Rudolfowicz Vogel (ur. 29 lutego 1896 w Moskwie, zm. 19 czerwca 1984 w Zurychu) – szwajcarski kompozytor.

## Życiorys
Jego ojciec był Niemcem, matka natomiast Rosjanką. Po wybuchu I wojny światowej w 1914 roku ze względu na niemieckie pochodzenie został internowany w Birsku. Po zakończeniu działań wojennych wyjechał w 1918 roku do Berlina. Studiował dekoratorstwo w Kunstgewerbeschule, w latach 1919–1921 uczył się też prywatnie kompozycji u Heinza Tiessena. Od 1921 do 1924 roku studiował na berlińskiej Akademie der Künste, gdzie jego nauczycielem był Ferruccio Busoni. Podczas studiów związał się z kręgiem ekspresjonistów. W latach 1929–1933 wykładał kompozycję w Klindworth-Schwarwenka-Konservatorium w Berlinie. Na początku lat 30. zaangażował się też w działalność ruchów robotniczych. Po dojściu do władzy nazistów w 1933 roku został zmuszony do opuszczenia Niemiec i wyjechał do Szwajcarii. W 1954 roku przyznano mu szwajcarskie obywatelstwo.
Honorowy członek Accademia Filarmonica Romana (1955) i Akademii Muzycznej św. Cecylii w Rzymie (1956). Od 1959 roku był członkiem zwyczajnym berlińskiej Akademie der Künste. Laureat nagrody muzycznej miasta Berlina (1960) i Zurychu (1970). Do jego uczniów należeli Rolf Liebermann, Jacques Wildberger oraz Einojuhani Rautavaara.

## Twórczość
Początkowo pozostawał pod wpływem twórczości Skriabina, później tworzył utrzymane w duchu ekspresjonistycznym utwory dodekafoniczne. W swoich kompozycjach dbał o klarowną konstrukcję utworu, logikę przebiegu traktowanej zazwyczaj melodycznie serii i przejrzystość faktury. W utworach wokalno-instrumentalnych przywiązywał duże znaczenie do adekwatnego wyrażenia muzyką wykorzystanego tekstu poetyckiego, od Arnolda Schönberga zapożyczył technikę operowania chórem mówionym. Wiele dzieł Vogla powstało z inspiracji innymi dziedzinami sztuki, w tym poglądami architektów z kręgu Bauhausu.

## Ważniejsze kompozycje
(na podstawie materiałów źródłowych)

### Utwory orkiestrowe
- Sinfonia fugata in memoriam F. Busoni (1928)
- 4 Studies: Ritmica funèbre, Ritmica scherzosa, Ostinato perpetuo, Ritmica ostinata (1930–1932)
- Rallye (1932)
- Tripartita (1933)
- Koncert skrzypcowy (1937)
- Passacaglia (1946)
- 7 Aspekte einer Zwölftonreihe (1949–1950)
- Spiegelungen (1952)
- Interludio lirico (1954)
- Preludio, interludio lirico, postludio (1954)
- Koncert wiolonczelowy (1955)
- Hörformen I (1967)
- Hörformen I (1969)
- Cantique en forme d’un canon à quatre voix (1969)
- Hörformen na fortepian i orkiestrę smyczkową (1972)
- Abschied na smyczki (1973)
- Meloformen na smyczki (1974)
- Hommage na smyczki (1974)
- Verstrebungen (1977)

### Utwory kameralne
- La Ticinella na flet, obój, klarnet, saksofon i fagot (1941)
- 12 Variétudes sur une série de douze-tons non transposée na flet, klarnet, skrzypce i wiolonczelę (1942)
- Inspiré par Jean Arp na flet, klarnet, skrzypce i wiolonczelę (1965)
- Analogien na kwartet smyczkowy (1973)
- Monophonie na skrzypce (1974)
- Für Flöte, Oboe, Klarinette, und Fagott (1974)
- Poème na wiolonczelę (1974)
- Terzet na flet, klarnet i fagot (1975)
- Musik na kwartet dęty i smyczki (1975)
- Graphique na trio smyczkowe (1976)

### Utwory fortepianowe
- Nature vivante (1917–1921)
- Einsames Getröpfel und Gewuschel (1921, wersja zrewidowana 1968)
- Dai tempi più remoti (1922–1931, wersja zrewidowana 1968)
- Etude-Toccata (1926)
- Epitaffio per A. Berg (1936)
- Klavier-eigene Interpretationsstudie einer varierten Zwölftonfolge (1972)
- 4 Versionen einer Zwölftonfolge (1973)

### Utwory wokalno-instrumentalne
- 3 Sprechlieder na baryton i orkiestrę, słowa August Stramm (1922)
- Der heimliche Aufmarsch gegen die Sowjetunion na głos, chór i fortepian, słowa Erich Weinert (1930)
- kantata Wagadus Untergang durch die Eitelkeit na 3 solistów, chór mieszany, chór mówiony i 5 saksofonów, słowa Leo Frobenius (1930)
- oratorium Thyl Claes, słowa Charles de Coster (część 1 1938, część 2 1943–1945)
- Arpiade na sopran, chór recytujący, flet, klarnet, altówkę, wiolonczelę i fortepian, słowa Hans Arp (1954)
- An die Jugend der Welt na chór i orkiestrę kameralną (1954)
- Goethe- Aphorismen na sopran i smyczki (1955)
- Eine Gotthardkantate na baryton i smyczki (1956)
- Jona ging doch nach Ninive na baryton, solistów recytujących i chór, chór mieszany i orkiestrę, słowa Martin Buber (1958)
- Meditazione su Amadeo Modigliani na 4 solistów, narratora, chór i orkiestrę, słowa Felice Filippini (1962)
- oratorium dramatycze Die Flucht, słowa Martin Walser (1963–1964)
- Schritte na alt i orkiestrę (1968)
- Gli Spaziali na recytatorów, wokalistów i orkiestrę do pism Leondarda da Vinci, tekstu Z Ziemi na Księżyc Verne’a i słów amerykańskich astronautów (1969–1971)